# Lista de estádios de futebol do Rio Grande do Sul

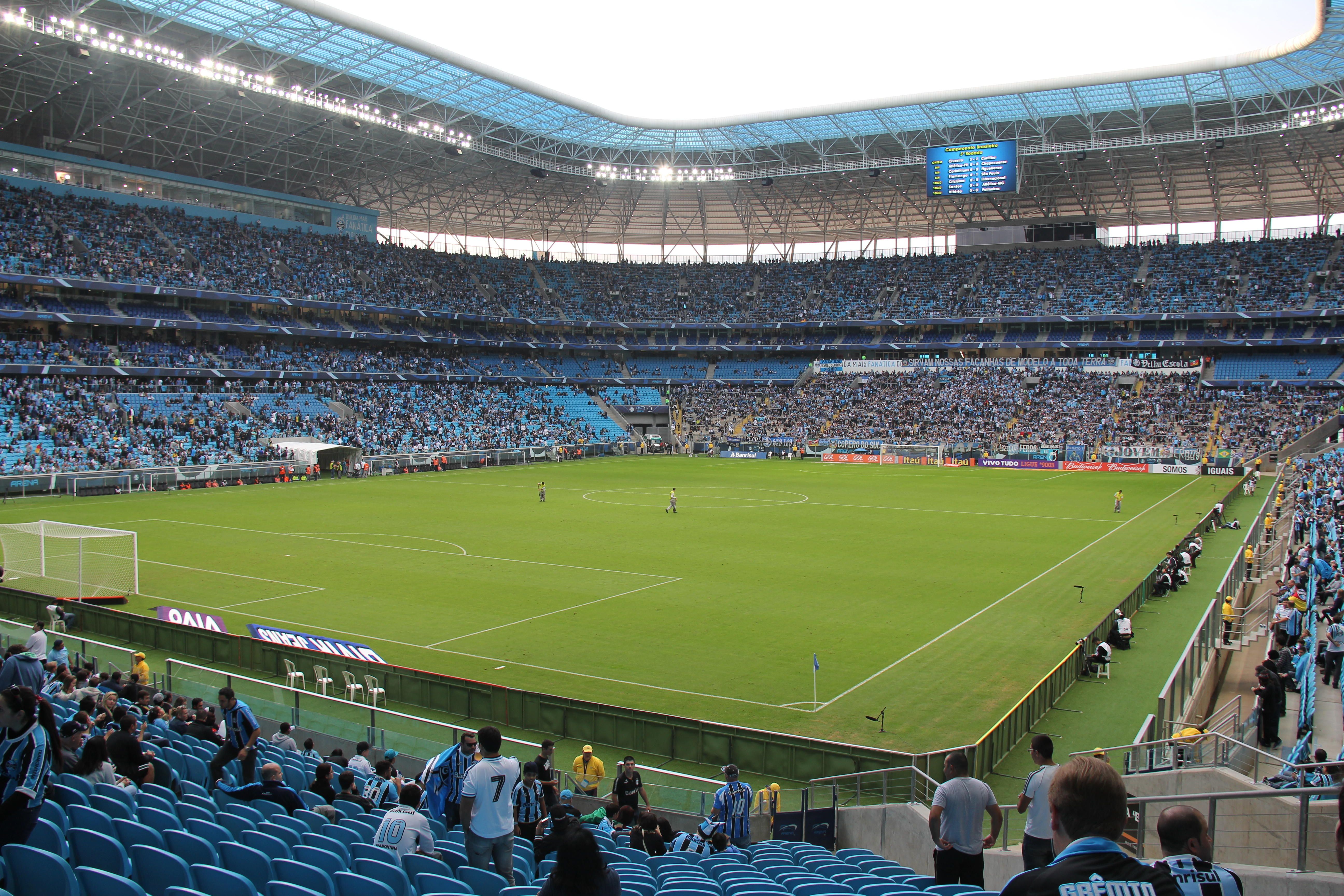
Arena do Grêmio em 2014

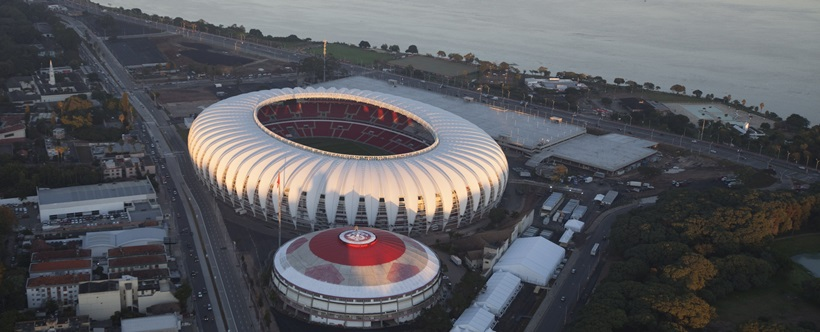
Vista aérea do Estádio Beira-Rio em 2014

Os mais conhecidos e maiores estádio de futebol do Rio Grande do Sul são a Arena do Grêmio  (propriedade do Grêmio Foot-Ball Portoalegrense,  Estádio Beira-Rio (propriedade do Internacional), Estádio Colosso da Lagoa (propriedade do Ypiranga), Estádio Alfredo Jaconi (propriedade do Juventude) e o Estádio Centenário (propriedade do Caxias).

## Estádios

### Cidade de Porto Alegre
| Estádio                   | Capacidade | Localidade   | Proprietário                             | Time                   | Inauguração | Ref(s) |
| ------------------------- | ---------- | ------------ | ---------------------------------------- | ---------------------- | ----------- | ------ |
| Arena do Grêmio           | 55.662     | Zona Norte   | Grêmio FBPA Grupo OAS                    | Grêmio FBPA            | 2012        |        |
| Estádio Beira-Rio         | 50.128     | Zona Sul     | SC Internacional Grupo Andrade Gutierrez | SC Internacional       | 1969        |        |
| Estádio Passo d'Areia     | 14.000     | Zona Norte   | São José                                 | São José               | 1939        |        |
| Parque Lami               | 1.500      | Zona Sul     | Monsoon FC                               | Monsoon FC             |             |        |
| Parque Esportivo da PUCRS | 2.200      | Zona Leste   | PUCRS                                    | Nenhum                 |             |        |
| Arena Cruzeiro            | 16.500     | Cachoeirinha | Esporte Clube Cruzeiro                   | Esporte Clube Cruzeiro |             |        |

### Região Metropolitana de Porto Alegre
| Estádio                                         | Capacidade | Localidade      | Proprietário                   | Time                                           | Inauguração | Ref(s) |
| ----------------------------------------------- | ---------- | --------------- | ------------------------------ | ---------------------------------------------- | ----------- | ------ |
| Estádio Morada dos Quero-Queros                 | 1.487      | Alvorada        | Pedrabranca Futebol Clube      | Pedrabranca Futebol Clube                      |             |        |
| Estádio Sady Arnildo Schmidt                    | 2.000      | Campo Bom       | Clube 15 de Novembro           | Clube 15 de Novembro                           |             |        |
| Complexo Esportivo da ULBRA                     | 10.000     | Canoas          | ULBRA                          | Canoas Sport Club                              |             |        |
| Estádio dos Pinheirais                          | 1.500      | Gramado         | Centro Esportivo Gramadense    | Centro Esportivo Gramadense                    |             |        |
| Estádio Vieirão                                 | 4.700      | Gravataí        | Cerâmica Atlético Clube        | Cerâmica Atlético Clube Esporte Clube Cruzeiro |             |        |
| Estádio Breno Guimarães[carece de fontes?]      | 1.000      | Guaíba          | Guaíba Futebol Clube           | Guaíba Futebol Clube                           |             |        |
| Estádio Alberto Carlos Schwingel                | 2.500      | Igrejinha       | Esporte Clube Igrejinha        | Esporte Clube Igrejinha                        |             |        |
| Estádio do Vale                                 | 5.196      | Novo Hamburgo   | Esporte Clube Novo Hamburgo    | Esporte Clube Novo Hamburgo                    |             |        |
| Estádio João Renato Feltes                      | 1.500      | Novo Hamburgo   | Sport Club Americano           | Sport Club Americano                           |             |        |
| Estádio Cristo Rei                              | 10.000     | São Leopoldo    | Clube Esportivo Aimoré         | Clube Esportivo Aimoré                         |             |        |
| Estádio das Rosas[carece de fontes?]            | 5.000      | Sapiranga       | Associação Esportiva Sapiranga | Associação Esportiva Sapiranga                 |             |        |
| Estádio Arthur Mesquita Dias[carece de fontes?] | 2.500      | Sapucaia do Sul | Grêmio Esportivo Sapucaiense   | Grêmio Esportivo Sapucaiense                   |             |        |
| Estádio Beira-Mar (Municipal de Tramandaí)      | 2.000      | Tramandaí       | Prefeitura de Tramandaí        | Nenhum                                         |             |        |
| Estádio Odorico Mosmann                         | 2.500      | Parobé          | Grêmio Esportivo Parobé        | Grêmio Esportivo Parobé                        |             |        |

### Região do Centro-Oeste Gaúcho
| Estádio                                         | Capacidade | Localidade         | Proprietário                     | Time                        | Inauguração | Ref(s) |
| ----------------------------------------------- | ---------- | ------------------ | -------------------------------- | --------------------------- | ----------- | ------ |
| Estádio Miguel Wairich Filho[carece de fontes?] | 1.000      | Júlio de Castilhos | Prefeitura de Júlio de Castilhos | Esporte Clube Milan         |             |        |
| Estádio dos Eucaliptos                          | 4.000      | Santa Maria        | Riograndense Futebol Clube       | Riograndense Futebol Clube  | 1935        |        |
| Estádio Presidente Vargas                       | 6.523      | Santa Maria        | Esporte Clube Internacional      | Esporte Clube Internacional | 1943        |        |

### Região do Centro-Leste Gaúcho
| Estádio                              | Capacidade | Localidade        | Proprietário                   | Time                                                 | Inauguração | Ref(s) |
| ------------------------------------ | ---------- | ----------------- | ------------------------------ | ---------------------------------------------------- | ----------- | ------ |
| Estádio Joaquim Vidal                | 5.000      | Cachoeira do Sul  | Prefeitura de Cachoeira do Sul | Grêmio Esportivo São José Cachoeira Futebol Clube    |             |        |
| Estádio das Cabriúvas                | 3.000      | Encantado         | Esporte Clube Encantado        | Esporte Clube Encantado                              |             |        |
| Estádio Aloísio Valentim Schwertener | 2.800      | Estrela           | Prefeitura de Estrela          | Estrela Futebol Clube                                |             |        |
| Estádio Alviazul                     | 7.000      | Lajeado           | Clube Esportivo Lajeadense     | Clube Esportivo Lajeadense                           | 2011        |        |
| Estádio Olímpico da Univates         | 1.920      | Lajeado           | Univates                       | Nenhum                                               |             |        |
| Estádio Municipal Amaro Cassep       | 1.133      | Rio Pardo         | Prefeitura de Rio Pardo        | Associação Esportiva Social e Recreativa Riopardense | 1969        |        |
| Estádio dos Eucaliptos.              | 3.000      | Santa Cruz do Sul | Esporte Clube Avenida          | Esporte Clube Avenida                                | 1950        |        |
| Estádio dos Plátanos                 | 3.000      | Santa Cruz do Sul | Futebol Clube Santa Cruz       | Futebol Clube Santa Cruz                             |             |        |
| Estádio Edmundo Feix                 | 3.000      | Venâncio Aires    | Esporte Clube Guarani          | Esporte Clube Guarani                                |             |        |

### Região do Nordeste Gaúcho
| Estádio                             | Capacidade | Localidade      | Proprietário                  | Time                                                                       | Inauguração | Ref(s) |
| ----------------------------------- | ---------- | --------------- | ----------------------------- | -------------------------------------------------------------------------- | ----------- | ------ |
| Estádio Montanha dos Vinhedos       | 15.000     | Bento Gonçalves | Esportivo                     | Esportivo                                                                  | 2004        |        |
| Estádio Centenário                  | 22.132     | Caxias do Sul   | Caxias                        | Caxias                                                                     | 1976        |        |
| Estádio Alfredo Jaconi              | 19.924     | Caxias do Sul   | Juventude                     | Juventude                                                                  | 1976        |        |
| Estádio Omar de Carli               | 3.000      | Fagundes Varela | Botafogo de Fagundes Varela   | Botafogo de Fagundes Varela                                                |             |        |
| Estádio das Castanheiras            | 5.000      | Farroupilha     | Brasil de Farroupilha         | Brasil de Farroupilha                                                      | 1980        |        |
| Estádio Municipal Homero Soldatelli | 1.500      | Flores da Cunha | Prefeitura de Flores da Cunha | APAFUT Flores da Cunha                                                     |             |        |
| Estádio Alcides Santa Rosa          | 5.000      | Garibaldi       | Prefeitura de Garibaldi       | Associação Garibaldi de Esportes Grêmio Atlético Guarany PRS Futebol Clube |             |        |
| Estádio Dr. Mário Cini              | 3.000      | Nova Prata      | Prefeitura de Nova Prata      | Associação Nova Prata                                                      |             |        |
| Estádio Azalobão                    | 2.500      | Nova Petrópolis | Esporte Clube Nova Petrópolis | Esporte Clube Nova Petrópolis                                              |             |        |
| Estádio Altos da Glória             | 3.000      | Vacaria         | Grêmio Esportivo Glória       | Grêmio Esportivo Glória                                                    | 1973        |        |
| Estádio Antônio David Farinav       | 5.000      | Veranópolis     | Prefeitura de Veranópolis     | Veranópolis                                                                |             |        |

### Região do Noroeste Gaúcho
| Estádio                                        | Capacidade | Localidade           | Proprietário                                            | Time                                                        | Inauguração | Ref(s) |
| ---------------------------------------------- | ---------- | -------------------- | ------------------------------------------------------- | ----------------------------------------------------------- | ----------- | ------ |
| Estádio Paulo Coutinho                         | 4.000      | Carazinho            | FUNDESCAR - Fundação Desportiva e Cultural de Carazinho | Associação Carazinhense de Futebol Clube Atlético Carazinho |             |        |
| Estádio Municipal Rubro-Negro                  | 4.000      | Crissiumal           | Prefeitura de Crissiumal                                | Tupy Futebol Clube                                          |             |        |
| Estádio Colosso da Lagoa                       | 22.000     | Erechim              | Ypiranga                                                | Ypiranga                                                    | 1970        |        |
| Estádio Vermelhão da Colina[carece de fontes?] | 4.000      | Frederico Westphalen | Esporte Clube Itapagé                                   | União Frederiquense de Futebol (até 2017)                   |             |        |
| Arena União                                    | 1.400      | Frederico Westphalen | União Frederiquense de Futebol                          | União Frederiquense de Futebol                              |             |        |
| Estádio Carlos Jacob Simon                     | 3.000      | Ibirubá              | Grêmio Esportivo Ibirubá                                | Grêmio Esportivo Ibirubá                                    |             |        |
| Estádio 19 de Outubro                          | 5.217      | Ijuí                 | Esporte Clube São Luiz                                  | Esporte Clube São Luiz                                      | 1938        |        |
| Estádio Carlos Bebber [carece de fontes?]      | 2.000      | Marau                | Prefeitura de Marau                                     | Futebol Clube Marau                                         |             |        |
| Estádio Luciano Ferreira Martins               | 2.000      | Palmeira das Missões | Esporte Clube Palmeirense]]                             | Esporte Clube Palmeirense]]                                 |             |        |
| Estádio Complexo Piratini                      | 2.873      | Panambi              | Sociedade Esportiva Recreativa Panambi                  | Sociedade Esportiva Recreativa Panambi                      |             |        |
| Estádio Vermelhão da Serra                     | 15.000     | Passo Fundo          | Esporte Clube Passo Fundo                               | Esporte Clube Passo Fundo                                   | 1969        |        |
| Estádio Municipal Carlos Denardin              | 3.500      | Santa Rosa           | Prefeitura de Santa Rosa                                | Sociedade Esportiva e Recreativa Santa Rosa                 |             |        |
| Estádio da Zona Sul                            | 6.000      | Santo Ângelo         | Associação Esportiva e Recreativa Santo Ângelo          | Associação Esportiva e Recreativa Santo Ângelo              |             |        |
| Estádio Fonte Sarandi                          | 2.500      | Sarandi              | Esporte Clube Ipiranga                                  | Esporte Clube Ipiranga                                      |             |        |
| Estádio Municipal Luiz de Medeiros             | 3.000      | Três Passos          | Prefeitura de Três Passos                               | Três Passos Atlético Clube                                  |             |        |

### Região do Sudeste Gaúcho
| Estádio                                       | Capacidade | Localidade | Proprietário                | Time                        | Inauguração | Ref(s) |
| --------------------------------------------- | ---------- | ---------- | --------------------------- | --------------------------- | ----------- | ------ |
| Estádio Coronel Sílvio Luz[carece de fontes?] | 3.000      | Camaquã    | Guarany Futebol Clube       | Guarany Futebol Clube       |             |        |
| Estádio Bento Freitas                         | 13.000     | Pelotas    | Brasil de Pelotas           | Brasil de Pelotas           | 1943        |        |
| Estádio Boca do Lobo                          | 15.478     | Pelotas    | Esporte Clube Pelotas       | Esporte Clube Pelotas       | 1908        |        |
| Estádio Nicolau Fico                          | 5.000      | Pelotas    | Grêmio Atlético Farroupilha | Grêmio Atlético Farroupilha |             |        |
| Estádio Aldo Dapuzzo                          | 8.000      | Rio Grande | Sport Club São Paulo        | Sport Club São Paulo        |             |        |
| Estádio Arthur Lawson                         | 3.000      | Rio Grande | Sport Club Rio Grande       | Sport Club Rio Grande       | 1985        |        |
| Estádio Torquato Pontes                       | 15.000     | Rio Grande | Football Club Rio-Grandense | Football Club Rio-Grandense | 1985        |        |

### Região do Sudoeste Gaúcho
| Estádio                        | Capacidade | Localidade            | Proprietário                  | Time                          | Inauguração | Ref(s) |
| ------------------------------ | ---------- | --------------------- | ----------------------------- | ----------------------------- | ----------- | ------ |
| Estádio Estrela D'Alva         | 10.000     | Bagé                  | Guarany Futebol Clube         | Guarany Futebol Clube         |             |        |
| Estádio Pedra Moura            | 3.000      | Bagé                  | Grêmio Esportivo Bagé         | Grêmio Esportivo Bagé         |             |        |
| Estádio João Martins           | 5.000      | Santana do Livramento | 14 de Julho                   | 14 de Julho                   |             |        |
| Estádio Vicente Goulart        | 16.000     | São Borja             | Sociedade Esportiva São Borja | Sociedade Esportiva São Borja | 1976        |        |
| Estádio Sílvio de Faria Corrêa | 8.000      | São Gabriel           | Prefeitura de São Gabriel     | Esporte Clube São Gabriel     |             |        |